# Ryå
Ryå er Vendsyssels største og længste vandløb. Den har sit udspring i Jyske Ås, løber langs kanten af Store Vildmose, som har sit afløb i åen. Åen er fra Vildmosen og videre ned til Aabybro 10 – 15 meter bred og hvor den løber ud i Limfjorden er bredden øget til 20 – 30 meter og dybden er flere steder over 3 meter. Dette gør åen velegnet til kanosejlads og der er også kanoudlejning. Der er ligeledes gode fiskemuligheder i åen. Ryå afvander et areal på omkring 600 kvadratkilometer.

## Forløb
Ryå har sit udspring i to bække. Den ene bæk udspringer ved Bølbakke i kanten af Pajhede skov og den anden vest for dette sted. Efter de to bækkes sammenløb løber åen mellem de to gårde Hellumlund og Kibsdal. Området er fyldt med høje. Herefter møder Ryå følgende:
- Hellum by
- Hellum Nørreside og Kræmmergård
- Vestermarken
- Kølskegård krat og Gregersvad Bro, der går over Gregersvad Bæk
- Dværghøj, Kjeldslund og kælderbakker, flere høje
- Hallund by
- Tveden
- Egedal
- Østenkær
- Ørum Vestermark
- Jerslev Bro
- Engholt
- Flyden
- Hesteng
- Rebsenge
- Øster Hjermitslev Enge
- Manna og Gammel Hammelmose
- Grønborg og Store Bolskifte
- Grønborg Bro
- Stavad
- Villerup Kær
- Debelenge og Albækgård
- Rendbæk Bro
- Toftegårds Bro
- Helledi Enge
- Tueeng
- Kalsensgård og Mergelsbæk
- Bedholm
- Åstrupgård og Smækken der er et vandløb
- Aaby Bro og Aabybro
- Ryågård
- Birkelse
- Kølvring
- Fristrup Bro
- Brødløs en gård
- Skeelslund Bro
- Skeelslund Skov
- Gjøl Bro

og løber ud i Haldager Vejle i Limfjorden.

## Jernalder og Vikingetid
På et kort fra 1595 af Gerard Mercator er der ved Ryå angivet en markering, der fortæller, at her ligger den største by i Wensussel, denne benævnes ligeledes Wensussel. Ca. på dette sted ligger i dag landsbyen Hallund. Mellem Hallund og Klokkerholm ligger et af Nordens største oldtidsminder ved navn Stentinget. Man har konstateret, at der i dette område har været et større bysamfund i tiden mellem Jesu fødsel og o. 1000-tallet. Ryå må have været brugt til at komme til og fra byen.
Der var til slutningen af 1800-tallet pramfart på Ryå fra Limfjorden til Aabybro.

## Lystfiskeri i Ryå
Ryå danner rammen om et rigt dyreliv, hvilket også omfatter godt lystfiskeri. Åen rummer mange arter som bl.a.: Laks, havørred, bækørred, ål, gedde, brasen, aborre, skalle, lampret m.fl. Få danske vandløb tæller lige så mange arter. I oktober 2010 blev en af Danmarks største laks nogensinde fanget i Ryå, da man under elfiskeri fiskede et ikke mindre end 135 cm. langt eksemplar op.
Fiskeri i Ryå kræver fisketegn. Dels forlanges Statens Fisketegn samt et af to lokale foreningers fiskekort. Fiskeretten til den nederste del af Ryå administreres af Sportsfiskersammenslutningen Nedre Ryå, der som navnet antyder ikke er en egentlig forening men en sammenslutning. Dette fiskevand strækker sig fra Den Hvide Bro i Store Vildmose til Ryås udløb i Limfjorden. Fra Den Hvide Bro opstrøms administreres fiskeretten af Brønderslev Lystfiskeriforening, som i øvrigt også har fiskeretten i Nørreå, et tilløb til Ryå vest for Brønderslev By. Medlemmer af foreningen har ligeledes ret til fiskeri i Sportsfiskersammenslutningen Nedre Ryås fiskevand. Enkelte lodsejere samarbejder ikke med de to foreninger, hvorfor der på deres jorder ikke er adgang til fiskeri. Men dette udgør kun en begrænset andel af den samlede strækning.